# Bernt Bjørkø
Bernt Bjørkø, fram till 1941 Nilsen, född 5 januari 1917 i Oslo, död 5 augusti 1992 i Oslo, var norsk en målare och skulptör.
Han var son till Nikolai Nilsen och Helene Hansen. Han studerade konst under två år för Per Krohg, Carl von Hanno, Torbjørn Alvsåker och Olaf Willums vid Statens håndverks- og kunstindustriskole och vid Statens Kunstakademi för Axel Revold 1935–1939, Georg Jacobsen 1936–1939 och Rolf Schønfeld 1964–1965 samt vid Akademie der Bildenden Künste München 1965–1966. Han medverkade i Statens Kunstutstilling första gången 1936 och kom att medverka där flera gånger fram till 1951 och han medverkade några gånger i Oslo Kunstforenings samlingsutställningar på 1940-talet. Separat ställde han bland annat ut på Kunstnerforbundet i Oslo 1942 och på Galleri Holberg i Oslo 1976 samt med konstföreningarna i Bergen,  Arendal, Christianssand och Sandefjord. Till hans offentliga arbeten hör ett krigsminnesmärke vid Sankt Olavs kirke i Oslo och skulpturen Michaels kamp mot dragen i Oppsal kirke i Oslo samt dekorativa målningar i Kristiansand katolske kirke och fresken Erkeengelen i Den katolske skolan i Arendal. Förutom skulpturala arbeten består hans konst av figurbilder, fritt fabulerande kompositioner, interiörer, blomsterstilleben, landskapsskildringar och beställningsporträtt utförda i olja eller kol samt grafik.